# Borudschen (Verwaltungsbezirk)
Borudschen (persisch شهرستان بروجن) ist ein Schahrestan in der Provinz Tschahār Mahāl und Bachtiyāri im Iran. Die Hauptstadt des Kreises ist Borudschen. 

## Demografie
Bei der Volkszählung 2016 betrug die Einwohnerzahl des Kreises 122.483. Die Alphabetisierung lag bei 88 Prozent der Bevölkerung. Knapp 85 Prozent der Bevölkerung lebten in urbanen Regionen.
| Zensusjahr | Einwohnerzahl |
| ---------- | ------------- |
| 2011       | 118.681       |
| 2016       | 122.483       |